# Christoph Spendel
Christoph Spendel (Bytom, 19 juli 1955) is een Duitse jazzpianist, -componist, producent en hoogleraar.

## Biografie
Spendel kreeg zijn eerste pianolessen op 5-jarige leeftijd van zijn moeder Maria Christa Spendel, een pianolerares. Hij vervolgde dezeopleiding later aan de Folkwang Universität in Essen. Na een jazzcursus aan de Clara Schumann muziekschool met fluitist Hermann Gehlen, studeerde Spendel aan de Robert-Schumann-Hochschule Düsseldorf bij Bernhard Roderburg. Tegelijkertijd begon hij zijn professionele carrière als jazzmuzikant midden jaren 1970 als lid van de band Jazztrack (met Wolfgang Engstfeld, Uli Beckerhoff en Sigi Busch). Hij speelde later met Michael Sagmeister in het kwartet, maar ook met Albert Mangelsdorff, Hans Koller, Gerd Dudek, Manfred Schoof, Christof Lauer, Wolfgang Dauner en Wolfgang Schlüter.
Optredens op de Berliner Jazztage in 1975, 1978, 1990 en op het Montreux Jazz Festival 1997, langere verblijven in de Verenigde Staten en wereldwijde tournees droegen ertoe bij dat hij zijn eigen muzikale profiel kon ontwikkelen als een van de belangrijkste hedendaagse Duitse jazzpianisten. Met de in New York gevestigde smooth jazzband Special EFX toerde Spendel ongeveer twee jaar door Noord-Amerika en trad hij op in verschillende clubs, waaronder de legendarische Blue Note in New York en talloze festivals. Spendel leidde met Rueben Hoch de fusionband West End Avenue (drie albums, onder andere met Jim Pepper en Lonnie Plaxico) en werkte hij mee in fusionproducties met Jeremy Steig en Bob Mintzer, maar ook met Michał Urbaniak, Stu Goldberg, Miroslav Vitouš, Urszula Dudziak en Randy Brecker. Hij was korte tijd lid van de in New York gevestigde band The Fantasy Ban met Chuck Loeb, Dave Valentin en Dave Samuals. Hij heeft ook gewerkt met Norma Winstone, Didier Lockwood, Dave Liebman, Eddie Harris, Airto Moreira, Flora Purim, Dave Pike en Alphonse Mouzon. Zijn reizen naar het buitenland - waarvan vele voor het Goethe-Institut - brachten hem naar Canada, Israël, Australië, Cuba, Noorwegen enz.
In 1984 ontmoette Christoph Spendel de fluitist en producent Lenny Mac Dowell, met wie hij in hetzelfde jaar de cd Autumn Breath opnam, die werd gevolgd door verschillende producties. In 1987 richtte hij de band Tel Aviv Connection op in Israël met daar gevestigde muzikanten, die een plaat opnamen en meerdere keren in Duitsland optraden. Samen met zijn klassieke collega Ratko Delorko trad hij op in het duo Jazz Meets Classic, met verschillende concertreizen door Italië en Turkije. In 2002 richtte hij het chillout-project Planet Lounge op met de Japanse elektronicaproducent Naoki Kenji en de Afghaanse percussionist Hakim Ludin, dat drie albums produceerde.
De stijl van Spendel is sterk gebaseerd op de traditie van Europese klassieke muziek en vertrouwt ook op zijn melodie, harmonie en ritme. Zijn interesse gaat ook uit naar elektronische muziek en wereldmuziek. Hij wordt beschouwd als een van de toonaangevende Duitse jazzpianisten die ook in de Verenigde Staten wordt erkend. Sinds 1999 is hij professor voor jazzpiano aan de Hochschule für Musik und Darstellende Kunst Frankfurt am Main.
Christoph Spendel woont sinds 2000 in Frankfurt am Main. Daar componeert en produceert hij televisie- en filmmuziek in zijn eigen studio voor o.a. Blue Flame Records and Publishing, Global Vision Film Production en voor 22d Music, die internationaal worden gebruikt.
In 2010 richtte hij het acid jazzproject Jazzmatics op, zijn Braziliaanse muziekgeoriënteerde project Brasitronics en het Smooth Jazz Park, dat hij in New York startte. Alle drie de acts worden exclusief gepubliceerd om te downloaden en te streamen op zijn eigen label CSP - Christoph Spendel Productions.

## Discografie (als leader en sideman)
- 1976: Jazztrack – Jazztrack Sigi Busch, Wolfgang Engstfeld, Uli Beckerhoff, Heinrich Hock (Happy Bird Records) plaat, cd
- 1977: Listen – Jazztrack (Happy Bird Records) plaat, cd
- 1978: Flying Stork – Jazztrack feat. Norma Winstone (Happy Bird Records) plaat
- 1978: Parkstreet No. 92 – piano solo (EGO Records) plaat, cd
- 1978: Village Songs – duo met Gerd Mayer Mendez (Village Music) plaat
- 1979: Phonolit – met Bernd Konrad, Hans Koller, Didier Lockwood (Hat Hut Records) plaat, cd, download
- 1980: Limousine – Christoph Spendel Group feat. Michael Sagmeister (Trion Records) plaat, cd, download
- 1980: Traces of Darkness – Christoph Spendel Quartett met Hugo Read, Jo Thönes, Mario Castronari(JG Records) plaat
- 1981: Orange Town – duo met Wolfgang Schlüter (MRC Records) plaat, cd, download
- 1981: Raspail Hotel – Christoph Spendel Group (Trion Records) plaat, cd, download
- 1981: Dualism – duo met Wolfgang Schlüter (MPS Records) plaat, cd, download
- 1982: Dreams And Melodies – piano solo (L+R Records) plaat, cd, download
- 1982: Journey to The Garden – Christoph Spendel Group (SoWa Records) plaat
- 1982: September Memories – Christoph Spendel / Wolfgang Schlüter Quartett (MPS Records) plaat, cd, download
- 1984: Between The Moments – Christoph Spendel Group feat. Michael Sagmeister (BS Records) plaat, cd, download
- 1984: Autumn Breath – met Lenny Mac Dowell (Blue Flame Records) plaat, cd, download
- 1985: Radio Exotique – Christoph spendel Group (BS Records) plaat, cd, download
- 1987: Back to Basics – trio met Thomas Heidepriem, Kurt Billker (Blue Flame records) plaat, cd, download
- 1987: So Near so Far – duo met Michael Sagmeister (L+R Records) plaat, cd, download
- 1988: Tel Aviv Connection - (Jazzis Records) plaat
- 1988: Ready For Take Off – Christoph Spendel Group feat. Annie Whitehead (L+R Records) plaat, cd, download
- 1989: Milky Way – feat. Randy Brecker, Victor Bailey, Lenny White, Ray Gomez, Michael Urbaniak (L+R Records) plaat, cd, download
- 1989: West End Avenue 1 – Jim Pepper, Ron McClure, Reuben Hoch (Nabel Records) plaat, cd
- 1989: Spendel – feat. Jeremy Steig, Bill Evans, Ray Gomez, Anthony Jackson (L+R Records) plaat, cd, download
- 1990: Coast to Coast – Axel Fischbacher Quartett, feat. Marc Johnson (L+R Records) cd, download
- 1991: Mysterious Princess – Axel Fischbacher Quartett feat. Adam Nussbaum (Acoustic Music) cd, download
- 1991: Infinity – feat. Alphonse Mouzon (Inak Records) cd plaat, cd
- 1991: West End Avenue 2 – Lance Bryant, Lonnie Plaxico, Reuben Hoch (Nabel Records) plaat, cd
- 1992: Die Dozenten – feat. Michael Sagmeister, Udo Dahmen (L+R Records) cd, download
- 1992: West End Avenue 3 – Jeff Marx, Avner Papiuchado, Lonnie Plaxico, Reuben Hoch (L+R Records) cd, download
- 1993: Cool Street – feat. Bob Mintzer, Omar Hakim, Chieli Minucci, Gerald Veasley (TCB Records) cd, download
- 1993: The Fantasy Band – feat. Chuck Loeb, Dave Samuels, Marion Meadows, John Lee (DMP Records) cd
- 1994: Live in New York – RH Faktor feat. Reuben Hoch, Dave Liebman (L+R Records) cd, download
- 1995: Out of Town – feat. Derrick James, Frank Nimsgern (TCB Records) cd, download
- 1995: Jewels - Chieli Minucci (JVC Records) cd, download
- 1995: West End Avenue 4 City Jazz - Derrick James, Dave Endings, Reuben Hoch (L+R Records) cd, download
- 1995: If I Only Knew – RH Factor feat. Reuben Hoch, Dave Liebman, Leni Stern, Jeff Andrews (L+R Records) cd, download
- 1996: City Kids – feat. Derrick James, Wesley G. (TCB Records) cd, download
- 1996: Just Friends - duo met Altfrid M. Sicking (CSP Records) download
- 1997: Thoughts – piano + keyboards solo (L+R Records) cd, download
- 1997: The Art of Solo Piano - piano solo (Blue Flame Records) cd, download
- 1998: Flight 408 – Christoph Spendel Electric Band feat. Lisa Shaw (Blue Flame Records) cd, download
- 1998: The Three Worlds – recorded in New York and Tel Aviv (Konnex Records / Blue Flame Records) cd, download
- 1999: Jazz Meets Classic – piano duo met Ratko Delorko (Zeitklang Records) cd
- 1999: Silent Night – Christmas Jazz Trio met André Nendza, Kurt Billker (Blue Flame Records) cd, download
- 1999: Binary – duo met Michael Sagmeister (Acoustic Music) cd, download
- 1999: Unexpected Elements - trio met André Nendza, Kurt Billker (Konnex Records, Blue Flame Records) cd, download
- 2001: Piano Duett – piano duo met Stefan Heidtmann (Shaa Music) cd, download
- 2001: New Avenues – trio met André Nendza, Kurt Billker (Konnex Records, Blue Flame Records) cd, download
- 2001: Jazzsongs Vol. 1 – piano solo (Konnex Records / Blue Flame Records) cd, download
- 2001: The L+R Collection (L+R Records) cd, download
- 2001: When I'm 64 - Olaf Kübler Quartett (Village Records / ZYX) cd, download
- 2002: Electric Bolero – Planet Lounge met Naoki Kenji, Hakim Ludin (Liquid Lounge Records) cd, download
- 2003: New York Groove – feat. Bob Mintzer, Omar Hakim, Chieli Minucci, Gerald Veasley (TCB Records) cd, download
- 2003: Midnight Soul – Olaf Kübler Quartett (Village Records / ZYX) cd, download
- 2004: HGBSthetik – Piano Solo (HGBS Records) cd, download
- 2004: Jazz Meets Classic – piano duo met Ratko Delorko/ live in Braunschweig (Zeitklang Records) dvd
- 2005: Distorted Skies – duo met Sigi Finkel (L+R Records) cd, download
- 2005: Shanghai City Lights – trio met André Nendza, Kurt Billker (Blue Flame Records) cd, download
- 2005: Nazim – Planet Lounge met Naoki Kenji, Hakim Ludin (4mpo Records) cd, download
- 2009: Summer Notice – trio met Claudio Zanghieri, Andreas Neubauer (Blue Flame Records) cd, download
- 2011: Dezember Piano Music (CSP Records) download
- 2011: Jazzmatics 1 (CSP Records) download
- 2011: Jazzmatics – Deep Down Ibiza (CSP Records) download
- 2011: Global Vision – Ibiza Vol. 2 (Blue Flame Records) dvd
- 2012: Harlem Nocturne – trio met Claudio Zanghieri, Kurt Billker (Blue Flame Records) cd, download
- 2012: Jazzmatics – Upbeat (CSP Records) download
- 2013: Another Day – piano solo (L+R Records) cd, download
- 2013: Winter Wonderland – Christmas Jazz Trio (Blue Flame Records) download
- 2013: Electric Park – Jazzmatics (CSP Records) download
- 2013: Smooth Jazz Park Vol. 1 (TCB Records) download
- 2013: Smooth Jazz Park Vol. 2 (TCB Records) download
- 2013: Latin Chill (Blue Flame Records) download
- 2013: Lights of Yaiza (Blue Flame Records) download
- 2014: Brasitronics 1 (Blue Flame Records) download
- 2014: Terra Del Solo – piano solo (Blue Flame Records) download
- 2014: Cascade – Planet Lounge met Naoki Kenji, Hakim Ludin (4mpo Records) cd, download
- 2014: Back in Town (Blue Flame Records) download
- 2015: Christoph Spendel Quartett feat. Tony Lakatos / live in Siegen (CSP Records) download
- 2015: Brasitronics 2 (Blue Flame Records) download
- 2015: The Piano Side of Frank Sinatra – Piano Solo (Blue Flame Records) download
- 2015: Landscapes – with Lenny Mac Dowell (Blue Flame Records) cd, download
- 2016: Brasitronics 3 (Blue Flame Records) download
- 2016: The Holiday Album – piano solo (Blue Flame Records) download
- 2016: Live – with the Lenny Mac Dowell Band (Blue Flame Records) download
- 2016: Canary Chill Vol.1 (Blue Flame Records) download
- 2016: Jazzmatics Vol.3 (CSP Records) download
- 2016: Jazzmatics Vol.4 (CSP Records) download
- 2016: New York Sessions Vol. 1 – Jazzmatics (CSP Records) download
- 2016: New York Sessions Vol. 2 – Jazzmatics (CSP Records) download
- 2017: Latin Life – Jazzmatics (CSP Records) download
- 2017: The Best of – Jazzmatics (CSP Records) download
- 2017: Movie Tunes Vol.1 (Blue Flame Records) download
- 2017: Movie tunes Vol.2 (Blue Flame Records) download

- Gemeinsame Normdatei: 134526708
- International Standard Name Identifier: 0000 0000 5517 5802
- Library of Congress Control Number: no98005068
- MusicBrainz: 4dd2c9f0-2fe3-4fd1-98e3-75fe5d261563
- Virtual International Authority File: 41451047
- WorldCat: E39PBJbCPYPRyTKtwDHgWX4THC